# Epipactis breinerorum
Epipactis breinerorum är en orkidéart som beskrevs av Petr Batoušek. Epipactis breinerorum ingår i släktet knipprötter, och familjen orkidéer. Inga underarter finns listade i Catalogue of Life.